# قنبلة ضوئية

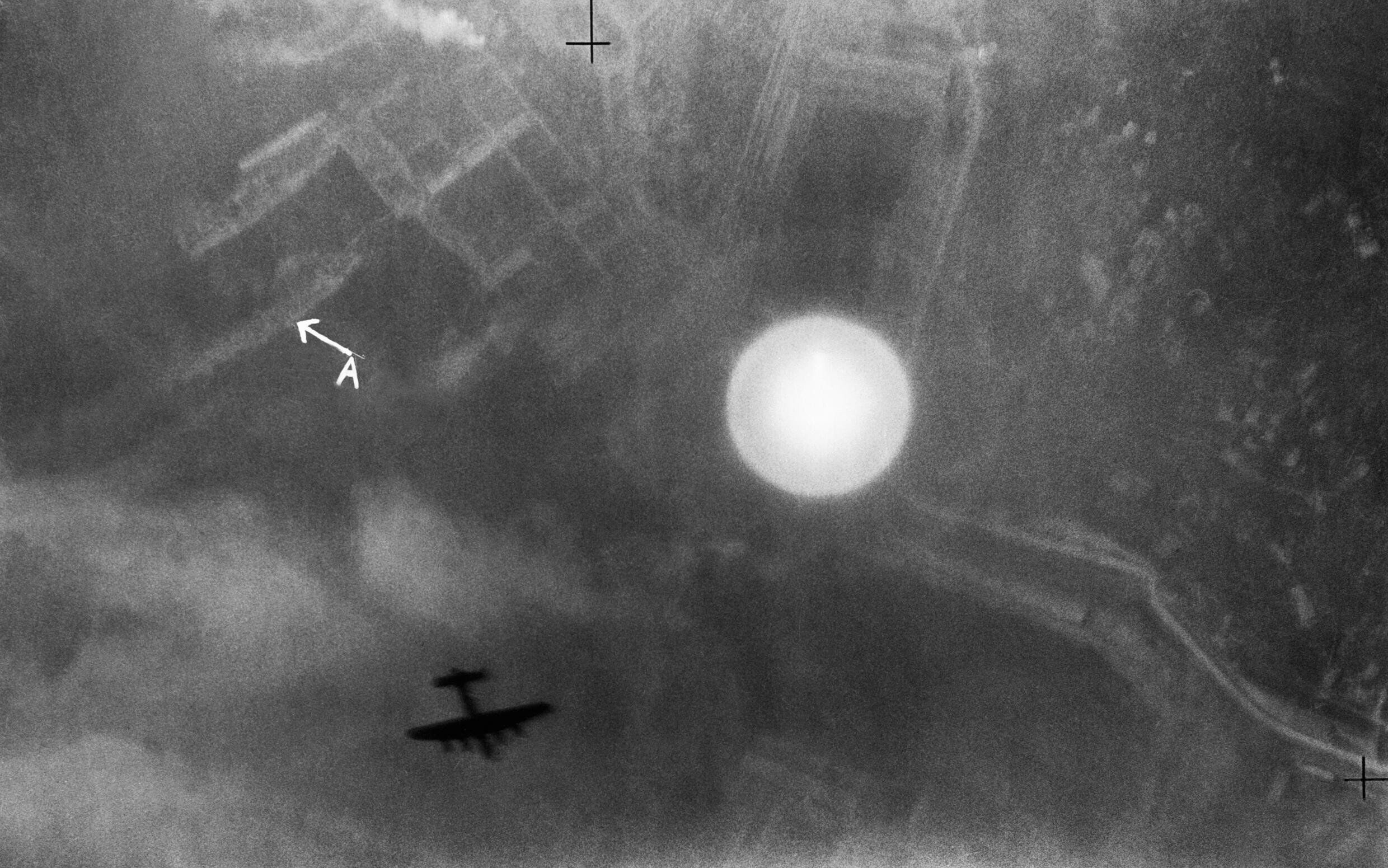
انفجرت قنبلة ضوئية فوق لا سبيتسيا خلال غارة جوية ليلة 13-14 أبريل 1943. لقد أضاءت حوض بناء السفن في المدينة وسفينة حربية راسية (تحمل علامة "A"). يمكن رؤية الصورة الظلية لأحد قاذفات القنابل المهاجمة من طراز أفرو لانكاستر

القنبلة الضوئية (بالإنجليزية: Photoflash bomb)‏ أو القنبلة الوامضة (بالإنجليزية: flash bomb)‏ عبارة عن ذخائر متفجرة تسقطها الطائرات، عادة طائرات مراقبة عسكرية، مصممة للانفجار فوق الأرض لإنشاء وميض ضوئي ساطع للغاية. هذه القنابل، القادرة على إنتاج الضوء بكثافة تصل إلى مئات الملايين من قدرة الشمعة، تساعد طائرات المراقبة في استطلاعات جوية ليلية دون الحاجة إلى الطيران على ارتفاع منخفض على الأرض مما يجعلها عرضة للكشف المحتمل للعدو. بسبب ظهور بصريات ليلية أفضل، وصور الأقمار الصناعية، والطائرات الشبح، لم تعد هذه القنابل مستخدمة من قبل الجيش.[بحاجة لمصدر]

## التركيب
كانت هناك عدة نماذج من القنابل الضوئية، لكن معظمها كان لها نفس البنية والتركيب. على سبيل المثال، تم تصنيع (M23A1) من أنبوب من الورق المقوى، ومغطى من كلا الطرفين بسدادات معدنية. تم بعد ذلك ملء الأنبوب بـ "شحنة" مسحوق فلاش وفتيل. يتم توصيل المصهر بالسلك المعلق باستخدام سلك احتكاك قياسي، والذي من شأنه أن يشعل مسحوق الفلاش بعد تأخير محدد. في هذا النموذج المحدد من الذخائر، يستمر الوميض حوالي 1/5 من الثانية بعد التفجير.

## وقائع حديثة
في 19 يوليو 2015، انجرفت قنبلة ضوئية من طراز (M122) من حقبة الحرب العالمية الثانية (45 كـغ أو 100 رطل) إلى الشاطئ في سانت بيتي بيتش، فلوريدا، الولايات المتحدة الأمريكية. ودفع ذلك السلطات إلى إخلاء الشاطئ والعديد من المنازل المجاورة. استجاب فريق تفكيك الذخائر المتفجرة من قاعدة ماكديل الجوية إلى مكان الحادث وقام بتفجير العبوة.
خلال عملية طوفان الأقصى 2023، إن القنابل الضوئية من بين الأسلحة التي يستعملها الاحتلال الإسرائيلي في قصفه للمدنيين في قطاع غزة.

## روابط خارجية
- Pyrotechnics and Miscellaneous Explosive Items, US Navy Ordnance Pamphlet 2213 Pages 96-107
- Mulvaney's Ordnance Technical Information System (MOTIS) Ordnance Technical Data Sheet; M122